# Bataille d'Iwo Jima
Notes
Campagne des archipels Ogasawara et Ryūkyū
- Bataille d'Iwo Jima
- Bataille d'Okinawa
- Opération Kikusui (en)
- Opération Ten-Gō

La bataille d'Iwo Jima est l'assaut, durant la guerre du Pacifique, mené par les forces américaines sur l'île japonaise d'Iwo Jima (硫黄島, Iōtō), petite île faisant partie de l'archipel d'Ogasawara, à environ 1 000 km au sud de Tokyo et solidement défendue par l'Armée impériale japonaise. Elle se déroule entre février et mars 1945 et s'achève par la conquête de l'île par les Américains au prix de 20 703 tués et 1 152 disparus côté japonais (la quasi-totalité de la garnison), ainsi que 6 821 tués, 492 disparus et 19 189 blessés côté américain. 
La bataille est particulièrement médiatisée par la photographie des Marines érigeant le drapeau au sommet du mont Suribachi (prise le 23 février 1945 par le photographe américain Joe Rosenthal).

## Bombardements des mois précédents et contexte de l'assaut
L'île subit les bombardements les plus longs de toute la guerre du Pacifique avec, d'août à octobre 1944, 48 raids aériens, principalement pour détruire ses deux aérodromes. À partir du 8 décembre 1944, les forces navales américaines prirent le relais.
Au début de 1945, le Japon était bombardé quotidiennement depuis les îles Mariannes (opération Scavenger (en)) et Iwo Jima sert de station d'alerte pour la défense nippone. Fin décembre 1944, les Alliés avaient débarqué sur l'île de Leyte dans les Philippines et la conquirent bien plus rapidement qu'ils ne l'escomptaient. L'invasion de l'île d'Okinawa ne pouvait cependant pas commencer avant plusieurs mois pour des raisons logistiques, il fut donc décidé d'envahir Iwo Jima pendant ce laps de temps et de prendre le contrôle de ses aérodromes, d'importance stratégique pour la suite des opérations, sous le nom d'opération Detachment.

## Les défenses japonaises
L'île, d'une superficie de seulement 21 km2, présente dans son ensemble un relief relativement plat, avec un plateau sur sa partie la plus large au nord et une pointe sud basse et resserrée, mais à l'extrémité de laquelle se dresse le volcan Suribachi. Les défenseurs japonais étaient prêts. L'île était défendue par une garnison de 22 000 soldats composée de la 109e division d'infanterie japonaise et de renforts. Elle était fortifiée par un réseau de protections souterraines, dont le but était d'infliger des pertes sévères aux Alliés et de les décourager d'envahir l'archipel du Japon. Tous devaient faire le sacrifice de leur vie pour leur patrie en emportant dix ennemis avec eux. Les invasions d'autres îles tenues par les Japonais, les mois précédents, avaient rendu les Américains méfiants. Ainsi, à partir du 16 février, débuta un pilonnage aérien et naval systématique, qui dura trois jours. Malgré cela, les défenses enterrées furent très peu endommagées.

## Débarquement
L'assaut amphibie commença le 19 février à 9 heures. Les unités américaines se retrouvèrent très rapidement bloquées sur la plage sous un intense tir croisé d'artillerie, de mitrailleuses et de snipers d'unités japonaises retranchées dans de bonnes positions défensives qu'elles avaient mis des mois à construire et que les bombardements préalables à l'invasion avaient à peine endommagées. Au fur et à mesure que des vagues successives de Marines étaient acheminées sur l'île, la zone de débarquement se retrouva bientôt bondée augmentant encore plus les pertes au combat des forces américaines toujours incapables d'avancer. Deux heures à peine après le début de l'offensive, on fit déjà appel aux unités d'infanterie de réserve. La plage ne fut à peu près sécurisée que le soir ; cependant les tirs de snipers sporadiques ne cesseront qu'après la prise du mont Suribachi quatre jours plus tard.

## La bataille sur l'île

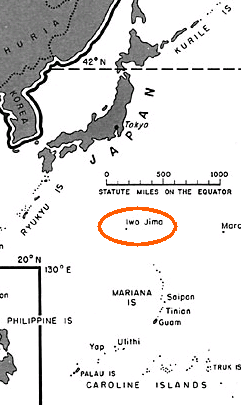
Carte américaine.

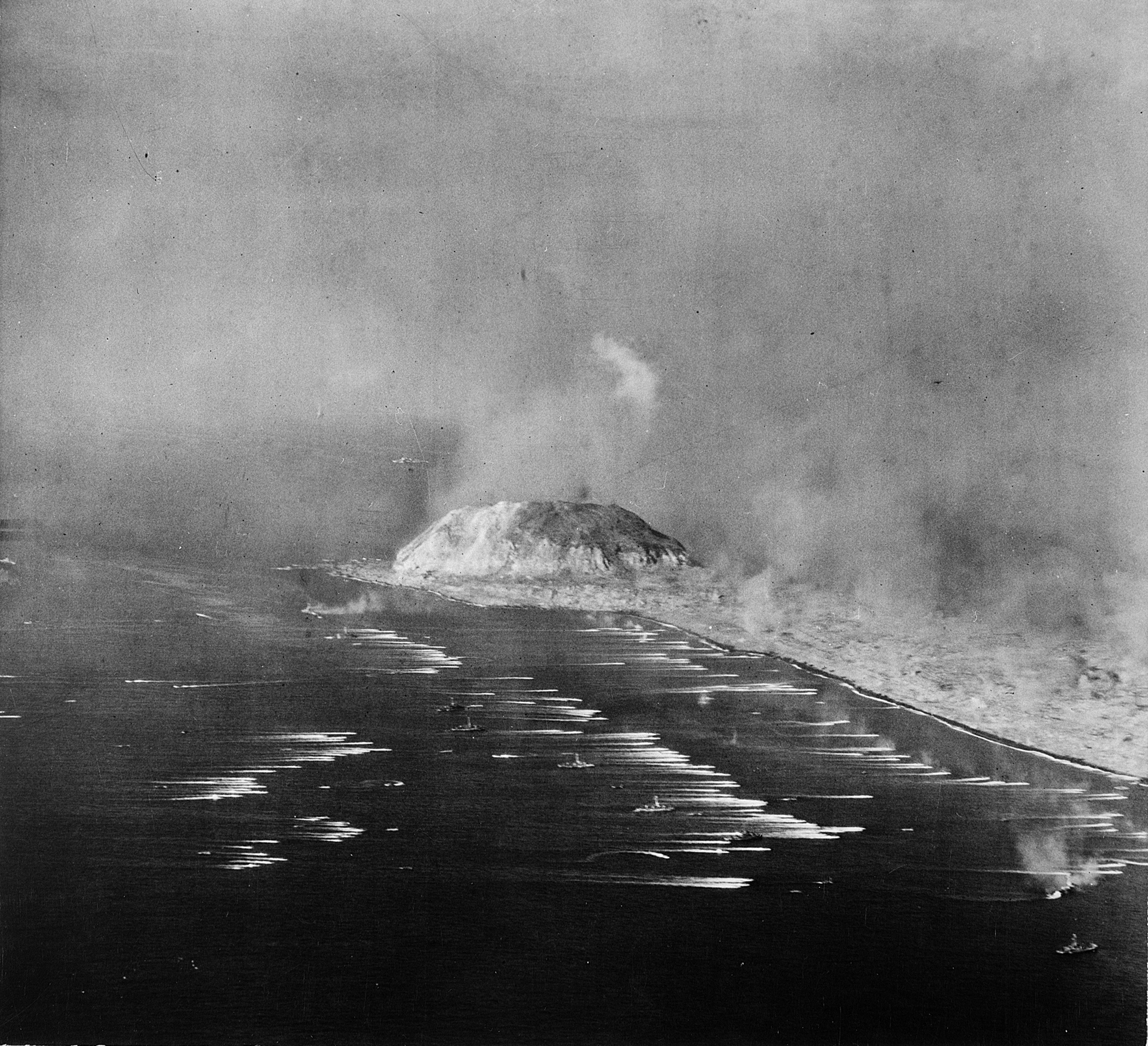
Débarquement de la 5e division de Marines depuis les navires de la sixième flotte américain avec Le mont Suribachi en arrière-plan.

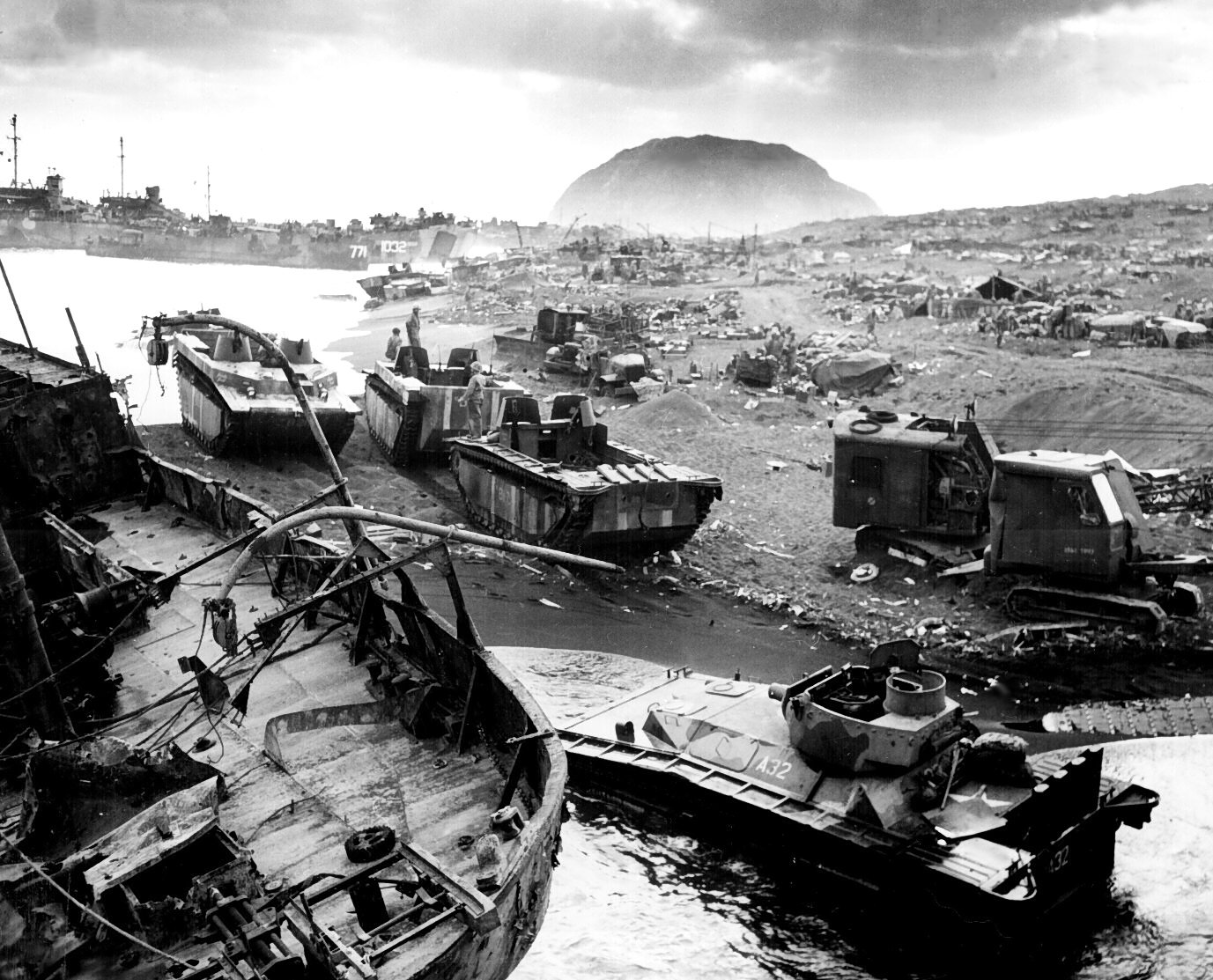
Matériel sur la plage.

L'opération Detachment regroupait 8 cuirassés, 8 croiseurs et 10 porte-avions d'escorte. Cette flotte est chargée d'appuyer le Ve corps amphibie (3e, 4e et 5e divisions de Marines) composé de 30 000 hommes qui débarquent sur la longue plage sud-est de l'île le 19 février. Ils doivent faire face à un feu nourri depuis le volcan Suribachi qui domine au sud de la plage. Les Japonais ont attendu que les Marines aient mis pied à terre avant de déclencher un feu important. Les Américains sont cloués sur les plages mais la progression se fait avec l'appui du feu de la Marine. À la fin du premier jour, ils ont réussi à établir une tête de pont sur toute l'extrémité sud de l'île, excepté le mont Suribachi.
Il n'était pas possible de creuser des trous dans le basalte et seuls les lance-flammes et les grenades purent déloger les défenseurs retranchés. Quarante mille hommes débarquèrent les jours suivants et, finalement, le 23 février, le sommet est atteint. Un drapeau est élevé sur le Suribachi et un deuxième le remplace peu après. La scène du deuxième est immortalisée par un cliché de Joe Rosenthal, Raising the Flag on Iwo Jima.

## La prise des aérodromes
L'île comprenait 2 aérodromes et un 3e en construction sur le plateau de la partie nord de l'île.
Les 22 000 Japonais se battirent avec opiniâtreté mais un premier aérodrome est pris le 22 février. Le deuxième fut l'objet de combats sauvages et décousus où des groupes de Japonais, sur les initiatives individuelles de quelques officiers mais pas du haut-commandement impérial sur l'île, se lancèrent dans des contre-attaques suicides qui provoquèrent une profonde confusion et désordre dans la bataille. Les chars Sherman furent détruits les uns après les autres à cause des canons antichars dissimulés et des nombreuses mines. Le 25 février, les derniers soldats japonais défendant le deuxième aérodrome se suicident.
Le 2 mars, le troisième terrain d'aviation tombe après des combats sanglants. Une zone située à l'est du deuxième aéroport est baptisée the meatgrinder (le hachoir à viande) par les Marines. Elle tombe le 3 mars mais a coûté à elle seule 6 600 Marines blessés ou tués.
Le 15 mars, la majorité de l'île est prise par les Américains qui durent cependant continuer à nettoyer des poches de résistance tenaces. Le blockhaus, au nord de l'île, du général Tadamichi Kuribayashi, commandant la garnison japonaise, ne sera neutralisé que le 25 mars ; il n'y aura aucun survivant. Dans les premières heures du 26 mars, après s'être silencieusement infiltrés au plus près des lignes américaines, environ 300 soldats nippons lancèrent une ultime charge, bien organisée, sur l'un des aérodromes, au cours de laquelle 262 d'entre eux et 53 Américains périrent. Il est probable que le général Kuribayashi ait mené cet ultime assaut bien que son corps n'ait jamais été retrouvé.
De toute la bataille, seuls 216 Japonais sur les 22 000 défenseurs de l'île furent faits prisonniers. Parmi ces 216 hommes, seulement 22 se sont rendus de leur propre initiative, les autres ayant été capturés inconscients ou blessés, ce qui illustre la férocité des combats qui auraient attendus les Alliés dans le cas de l'invasion des principaux archipels japonais lors de l'opération Downfall.

## Unicité de la bataille d'Iwo Jima dans la guerre du Pacifique
En plus du taux élevé de pertes au combat des Américains sur cette île, la spécificité d'Iwo Jima par rapport aux autres batailles de la guerre du Pacifique consiste en ce qu'il n'y existait pas de réel front de combat clair et distinct. L'île était simplement parsemée d'îlots disparates de résistance japonaise astucieusement placés, de tailles et de pugnacité variées. Au fur et à mesure que les troupes américaines s’enfonçaient dans l'île, elles risquaient de s'exposer à un feu ennemi venant de tous les côtés, y compris à revers. Les soldats japonais, acharnés à défendre leurs positions, étaient retranchés aussi bien dans des casemates, grottes, tranchées, bunkers que simplement cachés derrière des rochers. Ils harcelaient constamment les soldats américains : il en résulta une certaine paranoïa des Marines ouvrant le feu au moindre doute, ce qui engendra un nombre relativement élevé de pertes sous feu ami.
Cette bataille est restée profondément ancrée dans l'imaginaire collectif américain, en raison de son intensité, mais également par l'ambiance unique que décrivent les vétérans : jusque dans les derniers jours de combat, hormis près des plages, aucune zone de l'île ne pouvait être réellement considérée comme une zone sûre. La mort pouvait frapper à tout instant, n'importe où, venant de n'importe quelle direction. Tout au long de l'affrontement, on releva fréquemment de leurs activités des Marines de l'arrière ne devant normalement pas combattre en première ligne (troupes du génie, de la logistique, de l'administration, mécaniciens, cuisiniers…), pour qu'ils remplacent au combat les troupes d'infanterie décimées.

## Les pertes

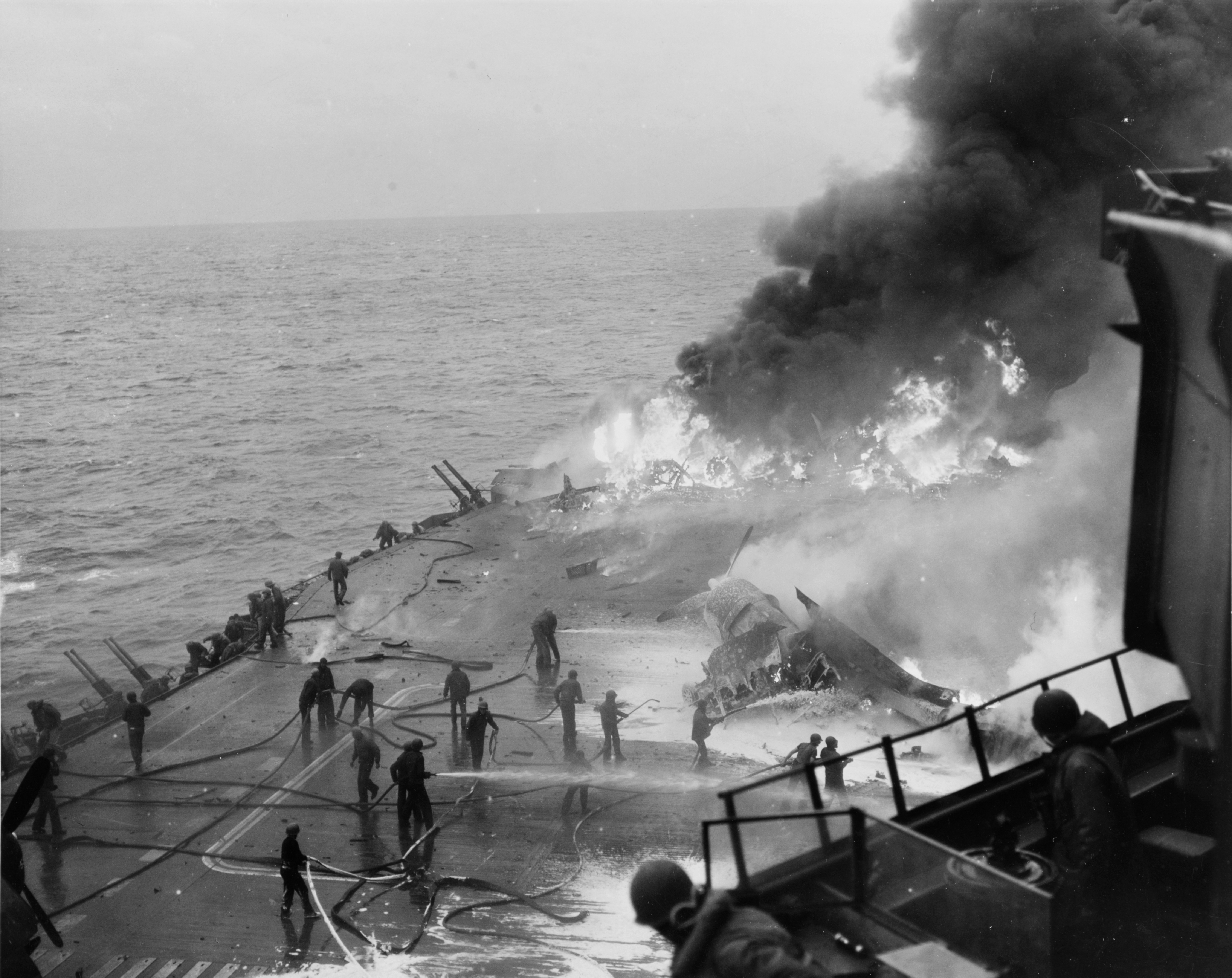
L' après l'attaque kamikaze du 21 février 1945.

Les forces américaines subirent 6 821 morts, dont 5 931 Marines (soit environ un quart de l'ensemble des Marines tués durant toute la Seconde Guerre mondiale en seulement 5 semaines), et 19 000 blessés. Un quart de toutes les Medal of Honor reçues au cours de la guerre par des membres de l'USMC seront attribuées à l'occasion de cette invasion. Le héros de guerre John Basilone y périt notamment le premier jour du débarquement américain.
La Marine des États-Unis perdit en tout de son côté 881 hommes au combat, aussi bien des infirmiers ou des éléments du Génie qui combattaient sur l'île-même aux côtés des Marines, que des pilotes d'avions ou des marins morts en mer lors d'attaques aériennes. Le 21 février 1945, l'USS Saratoga au cours d'une patrouille au large d'Iwo Jima fut à ce titre par exemple gravement endommagé, 123 de ses marins tués ou disparus et 36 de ses avions détruits, lors d'une attaque au cours de laquelle le porte-avions a été touché par cinq bombes et trois avions kamikazes japonais. Deux autres avions kamikazes touchèrent ce même jour un autre porte-avions américain, l'USS Bismarck Sea, qui coula et entraîna la mort de 318 de ses marins.
Seuls 8 700 corps sur les 20 à 22 000 combattants japonais morts durant la bataille ont été retrouvés, des recherches étant toujours en cours en 2011. Il n'y eut aucune victime civile, la population locale ayant été évacuée avant le début de la bataille. Les derniers soldats nippons faits prisonniers sur l'île, Yamakage Kufuku et Matsudo Linsoki, ne se rendirent que le 6 janvier 1949 après avoir vécu près de quatre ans cachés dans des grottes, survivant grâce à des rations alimentaires volées dans les stocks américains.

## Après la bataille: une base aérienne américaine
Dès le 9 mars, un aérodrome pris permet l'atterrissage en urgence d'un B-29 (il y en aura en tout 2 251).
La semaine suivante, des chasseurs américains menaient leurs opérations depuis les aérodromes conquis et dès le 7 avril, les chasseurs d'escorte de type Mustang P-51, accompagnent les raids de B-29 sur le Japon depuis l'île, effectuant trois missions dans le mois avant de suspendre les vols d'escortes jusqu'à la mi-juillet à cause des forts vents dans cette zone qui entament grandement leurs réserves de carburant. Les travaux d'agrandissement et de construction de nouvelles pistes feront que la structure aéroportuaire américaine couvrira jusqu'à la moitié d'Iwo Jima.
Avec la prise d'Okinawa trois mois plus tard, l'encerclement du Japon était total.

## Galerie

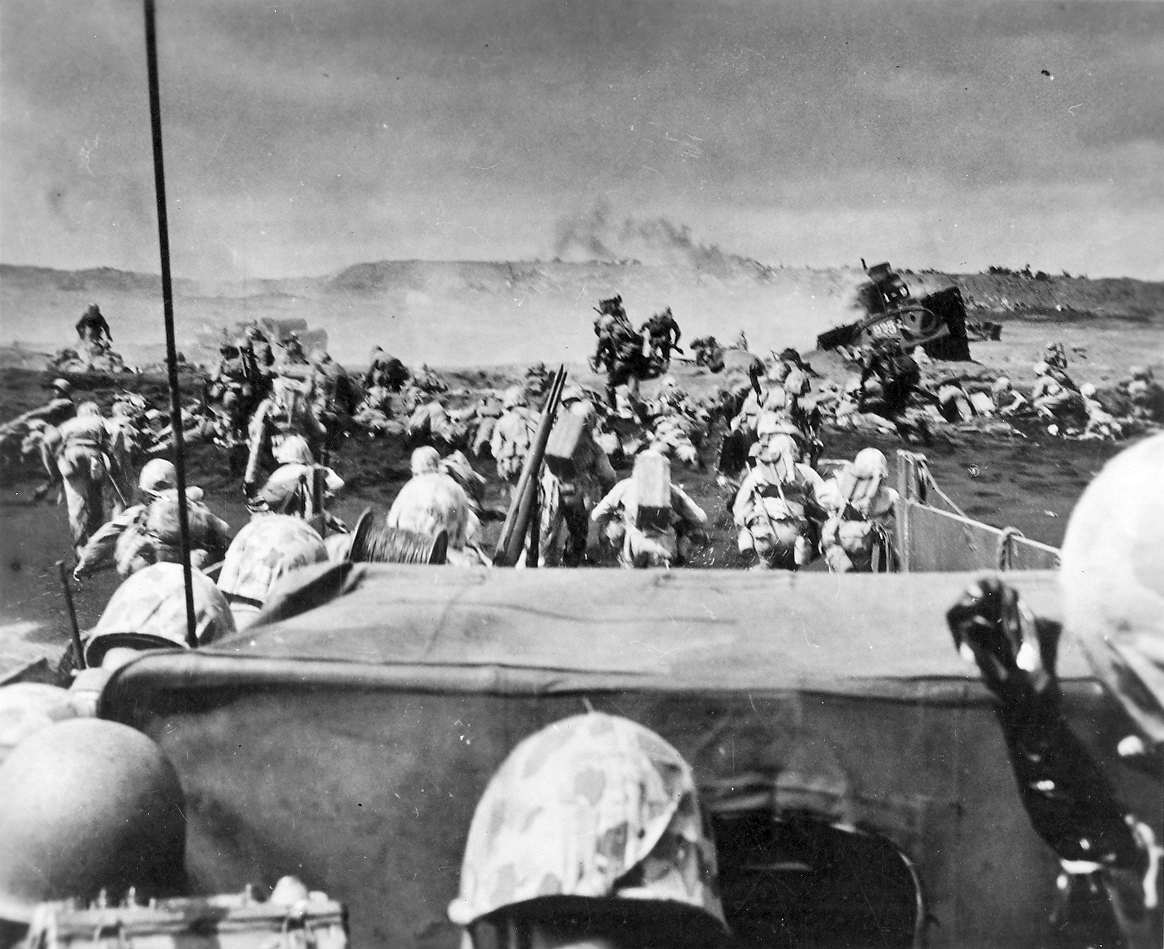
Débarquement américain sur Iwo Jima.
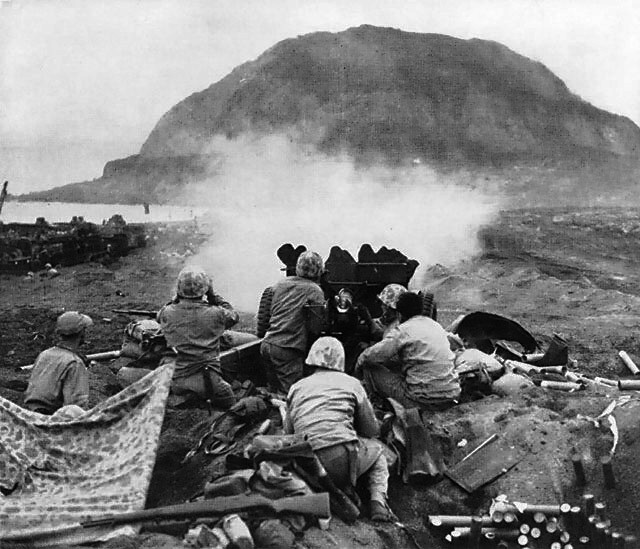
Canon de 37 mm tirant sur le mont Suribachi.
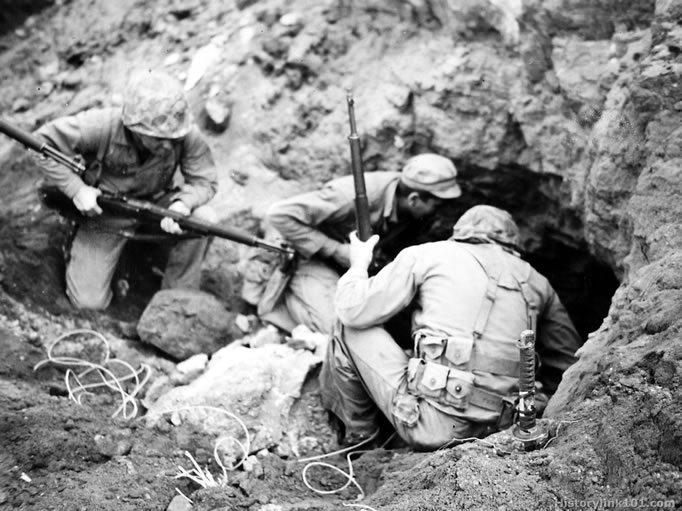
Combats devant une cave japonaise creusée dans la roche.
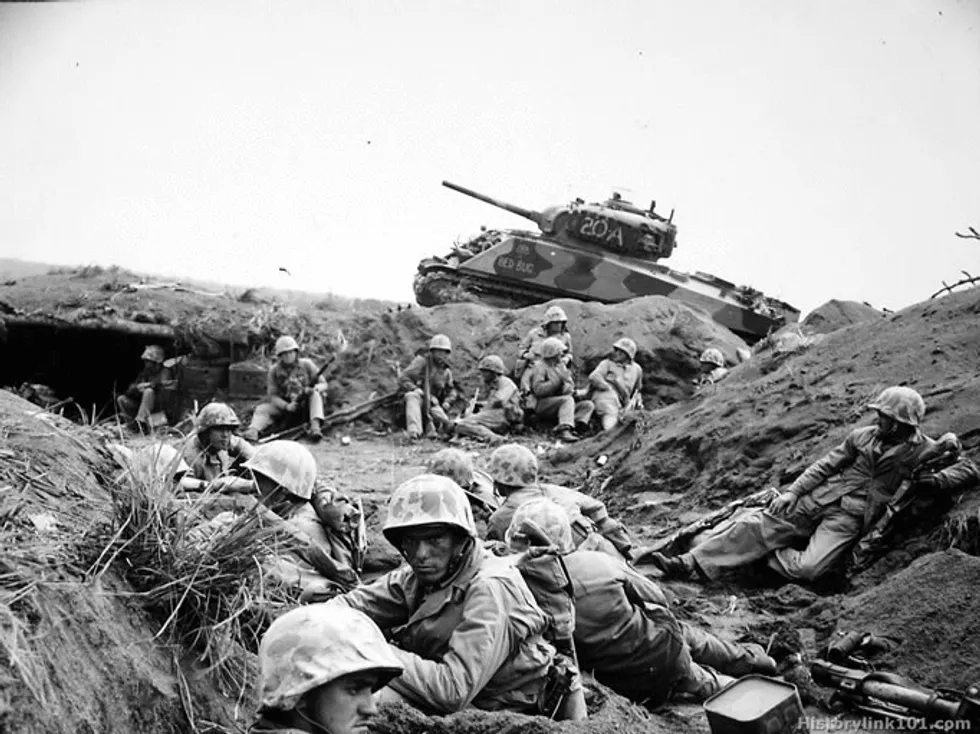
Des hommes de la 4e division des Marines.
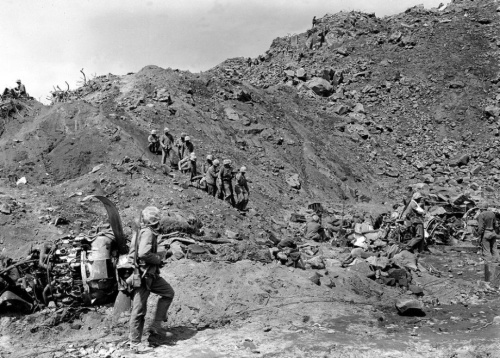
L'île d'Iwo Jima offrait un terrain de combat escarpé et rocailleux.
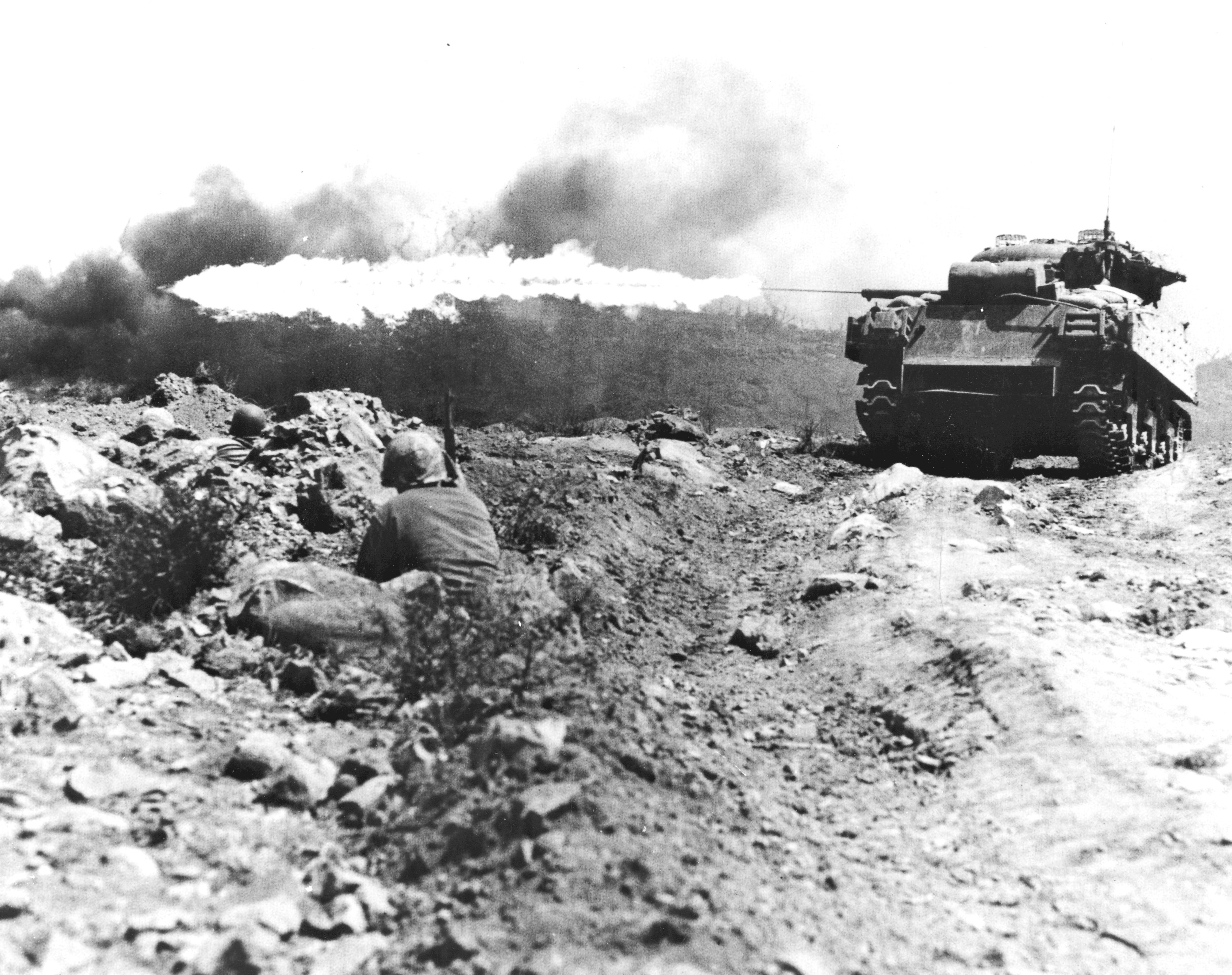
Un char M4 équipé d'un lance-flammes Ronson.
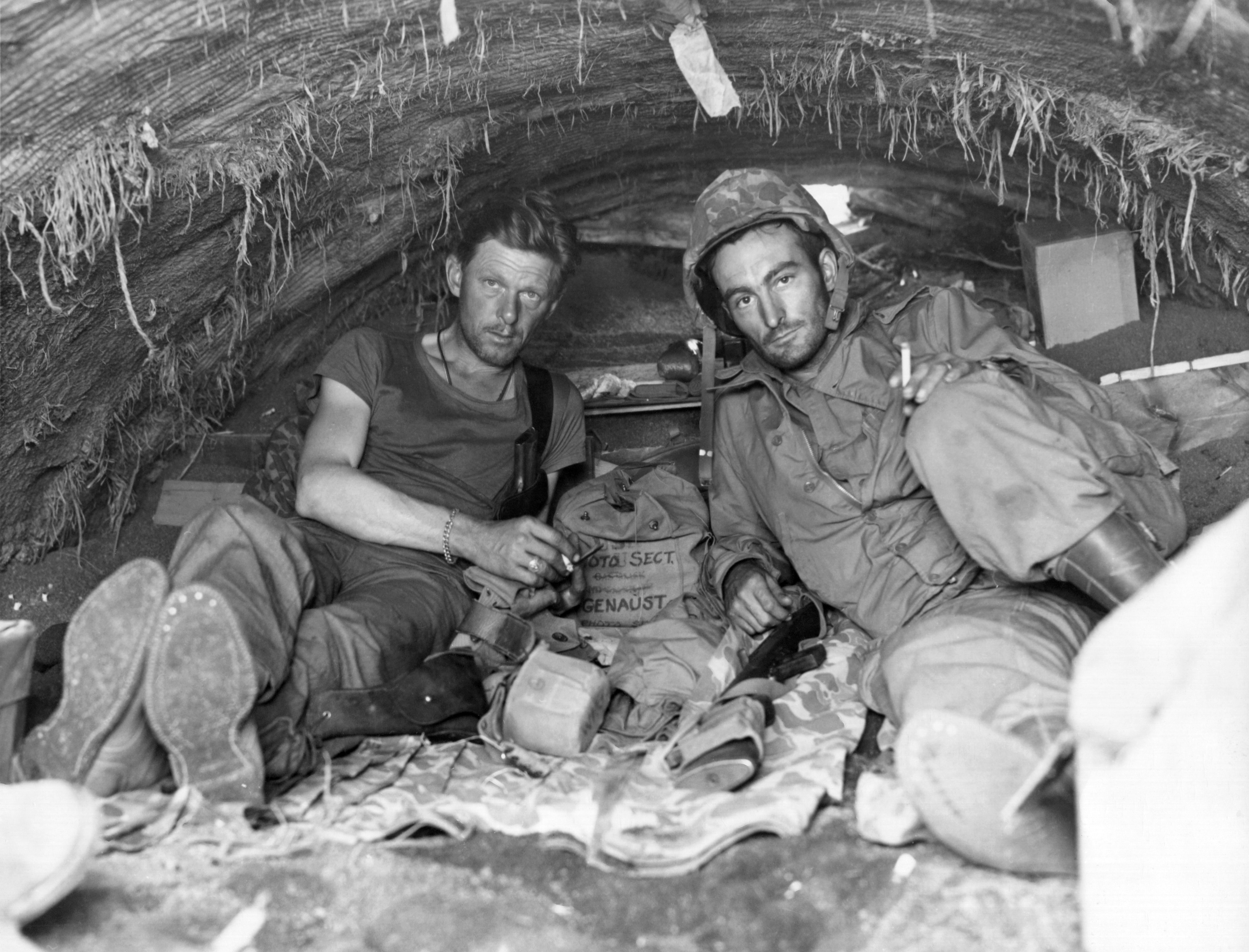
Sgt. Bill Genaust (gauche) et le Cpl AtleeTracy dans un abri creusé
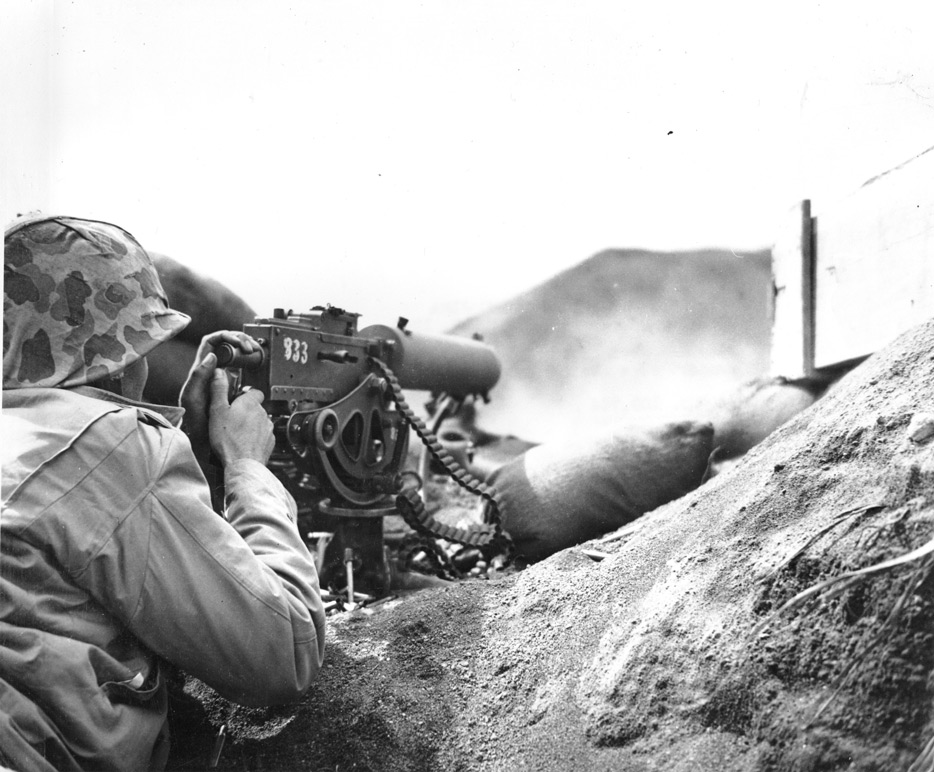
Un Marine utilisant une mitrailleuse Browning sur les positions japonaises

## Postérité
Trois navires de l'US Navy porteront le nom d'Iwo Jima :
- l'USS Iwo Jima (CV-46), un porte-avions de la classe Essex, dont la construction débutée en janvier 1945 ne sera jamais achevée ;
- l'USS Iwo Jima (LPH-2), le premier navire de la classe de navires d'assaut amphibie Iwo Jima, en service de 1961 à 1993 ;
- l'USS Iwo Jima (LHD-7), un navire d'assaut amphibie de la classe Wasp, mis en service en 2001.

Le mémorial du Corps des Marines aux abords du cimetière d'Arlington près de Washington D.C avec une statue de bronze reproduisant la célèbre photo Raising the Flag on Iwo Jima.

### Films
Cette bataille inspira le film Iwo Jima (Sands of Iwo Jima), réalisé en 1949.
Clint Eastwood a réalisé en 2006 une version cinématographique en deux parties :
- la bataille du point de vue américain : Mémoires de nos pères ;
- la bataille du point de vue japonais : Lettres d'Iwo Jima.

### Séries télévisées
- Steven Spielberg et Tom Hanks ont réalisé de 2007 à 2008 la série The Pacific, dont l'épisode 8 avec la reconstitution du débarquement à Iwo Jima du 19 février 1945.
- Dans l'épisode 7 de la saison 2 de NCIS : Enquêtes spéciales, la bataille d'Iwo Jima est mise en scène par le biais d'un ancien soldat récipiendaire de la médaille d'honneur de la Marine, Ernest Yost, qui avoue le meurtre de son meilleur ami lors de la bataille.
- Dans l'épisode 2 de la saison 3 de Pawn Stars, un client, dont le père était pilote de péniche lors du débarquement d'Iwo Jima, apporte au magasin des plans américains ayant servi au repérage (profondeur des eaux et heures des marées).

### Jeux vidéo
- Le jeu Battlefield 1943 y inclut la bataille avec le débarquement ainsi que trois autres batailles du Pacifique tels que la bataille de l'atoll de Wake et la bataille de Guadalcanal ainsi que la bataille de la mer de Corail ;
- Le jeu Heroes of the Pacific s'y déroule en partie ;
- Le jeu Battlestations: Pacific où se déroule la bataille durant laquelle on peut jouer aussi bien du côté américain que du côté japonais (fin alternative) ;
- Le jeu Call of Duty: World at War sur DS où une grande partie de la campagne américaine se passe au cours des principaux évènements de la bataille (notamment le débarquement, et la prise d'un aérodrome) ;
- Le mode Rising Storm (de Red Orchestra 2: Heroes of Stalingrad) propose une carte multijoueur reprenant le premier débarquement.
- Le jeu Battlefield V reprend la carte dans sa nouvelle mise à jour de 2019.
- Le jeu Battlefield 2042 s'est vu ajouter la carte dans sa mise à jour de 2025, avec comme particularité d'y inclure le volcan de l'île en activité, avec une éruption au cours de la partie.